# Praeaulacus rectus
Praeaulacus rectus  (лат.) — ископаемый вид перепончатокрылых наездников рода Praeaulacus из семейства Praeaulacidae. Один из древнейших представителей паразитических перепончатокрылых. Обнаружен в юрских ископаемых останках (Daohugou Village, Shantou Township, Ningcheng County, провинция Внутренняя Монголия, Китай, юрский период, келловейский ярус, около 165 млн лет).

## Описание
Среднего размера перепончатокрылые наездники. Длина тела около 9,67 мм. Длина переднего крыла 5,35 мм. Переднее крыло с жилкой 1-Rs субвертикально расположенной к радиальной жилке R, отчётливо короче чем 1-M; жилка Rs и M расположены под углом около 134∘ в месте соединения Rs+M; ячейка cu-a с постфуркальной жилкой, почти прямой.
Вид Praeaulacus rectus был впервые описан по отпечаткам в 2018 году китайскими энтомологами Li L. F., Shih и  D. Ren. Включён в состав отдельного рода Praeaulacus Rasnitsyn, 1972.